# Războiul Sirian
Războiul romano-sirian (192 î.Hr. - 188 î.Hr.), cunoscut și ca războiul din Antiochos sau războiul sirian , a fost un conflict militar între două coaliții conduse de Republica Romană și Imperiul Seleucid condus de Antiohie cel Mare. Luptele au avut loc în Grecia, pe Marea Egee și în Asia Mică.
Războiul a fost o consecință a unui război rece între cele două puteri, care a început încă din 196 î.Hr.. În această perioadă și romanii și seleucizii au încercat să stabilească sfere de influență prin alianțe cu fracțiuni grecești minore.
Lupta s-a încheiat cu o victorie clară a romanilor. În Tratatul de la Apamea, seleucizii au fost forțați să renunțe la Asia Mică, care a rămas în mâinile aliaților romanilor. Ca rezultat principal al războiului, Imperiul Roman a castigat hegemonia asupra Greciei și a devenit principala putere în jurul Mării Mediterane.

## Cauze

### Primele neînțelegeri

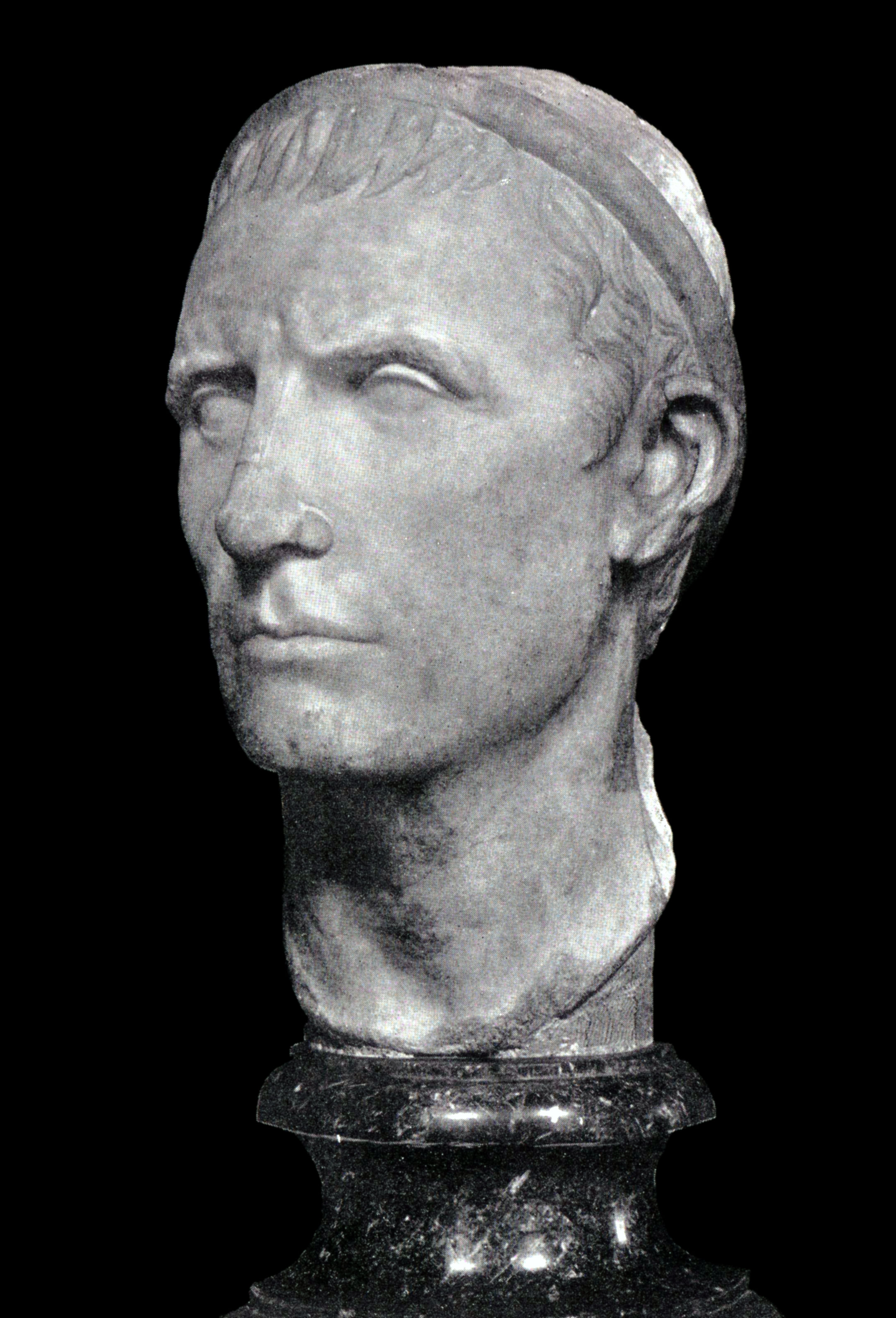
Bustul lui Antiohie cel Mare

Antiohie cel Mare încheie în 203 î.Hr. un tratat cu Filip al V-lea al Macedoniei prin care cei doi se sprijinau în campania de cucerire a Egiptului ptolemeic al faraonului Ptolemeu al V-lea.

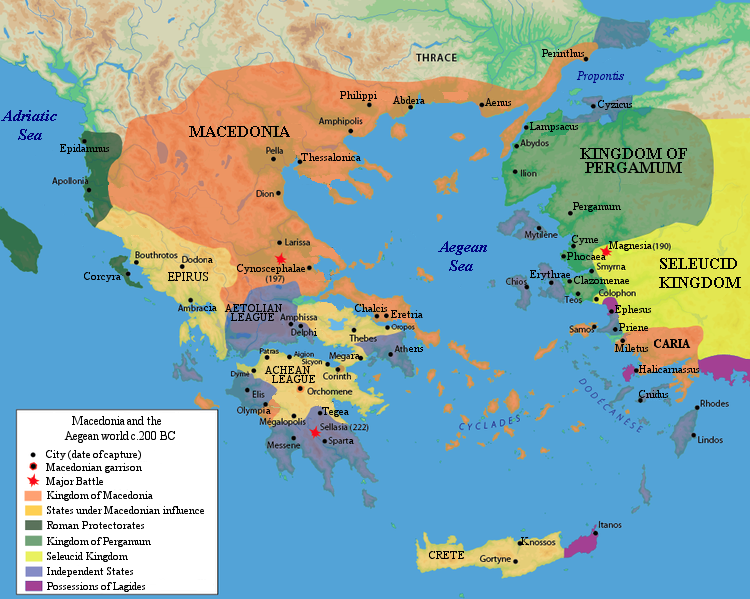
Macedonia și Marea Egee în 200 î.Hr.

Prima implicare romană în politica Greciei datează din anul 200 î.Hr. Republica Rodosului și Regatul Pergamului cer sprijinul Romei în conflictul cu Macedonia. Așadar, romanii trimit o armată în Grecia care va ataca Macedonia, obligându-l pe Filip să încheie pace. Al doilea conflict romano-macedonean a durat până în 196 î.Hr., și s-a încheiat prin înfrânegerea Macedoniei în Bătălia de la Cynoscephalae. Termeni tratatului îl obligau pe Filip să plătească o despăgubire de război, iar Macedonia va deveni un aliat roman în timp ce Roma a ocupat unele zone ale Greciei.

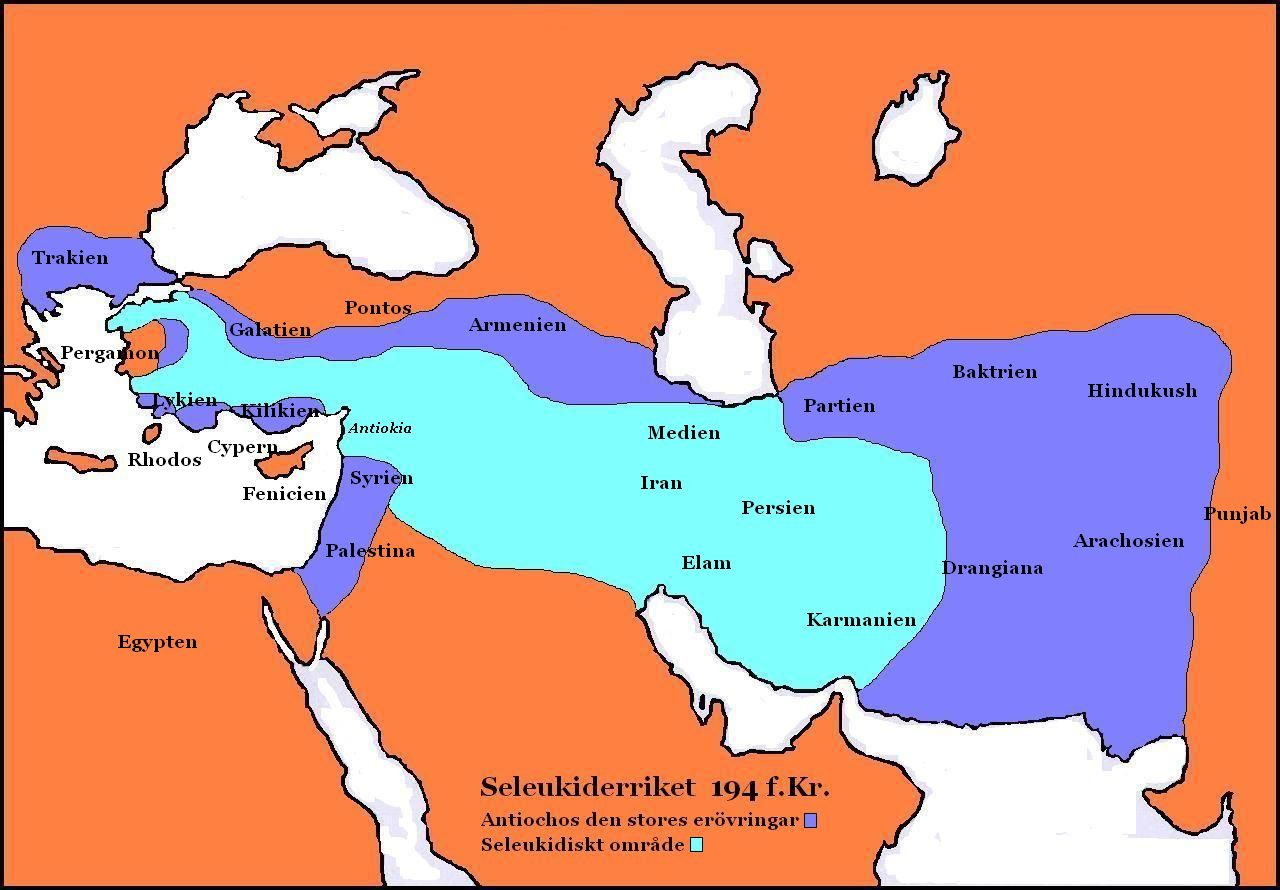
Cuceririle lui Antiohie sunt colorate în albastru

Între timp, Imperiul Seleucid luptă împotriva Egiptului Ptolemeic. Antiohie înfrânge oștile egiptene în bătălia de la Panium în 201 î.Hr., ocupând Siria-Coele în 198 î.Hr. Seleucizii atacă posesiunile lui Ptolemeu al V-lea din Asia Mică (Cilicia, Licia, Caria), de asemenea Antiohie trimite o flotă pentru a ocupa orașele de coastă egiptene și pentru a-i sprijini pe macedoneni. Rodosul, o putere maritimă regională, îl amenință pe împăratul seleucid că dacă va trece de Chelidonae din Cilicia, va intra în conflict cu acesta. Antiohie ignoră avertizarea republicii insulare, dar Filip este înfrânt la Cynoscephalae, iar sprijinul seleucid nu mai era o amenințare.
Prin căsătoria Cleopatrei, fiica lui Antioh, cu Ptolemeu, conflictul seleucido-egiptean se încheie, iar atenția Imperiului Seleucid se întoarce înspre Europa.

### Izbucnirea războiului
Hannibal, marele general cartaginez ce a lupta în Al doilea Război Punic, fuge din Cartagina învinsă și se refugiază în Tir. Acesta caută adăpost la curtea seleucidă din Efes, unde decide măsurile împotriva dușmanului său de moarte, Roma.
Datorită influenței romane continue în Grecia, Liga Etoliană este nemulțumită. Aceasta dorea reintegrarea cetăților Pharsalus și Echinus, dar erau împiedicați de garnizoanele roamne din Chalcis și Demetrias, polisurile ce au asigurat și dominația Macedoniei în Grecia. De asemenea, refuză a sprijini campania romanilor și Ligii Aheene împotriva Spartei din 195 î.Hr.
După înfrângerea Spartei în 195 î.Hr., legiunile romane părăsesc Grecia. În 192 î.Hr., Sparta slăbită cere sprijinul etolienilor, care le vor trimite un detașament format din 1.000 de cavaleriști. Contigentul, odată ajuns, eșuează în încercare de a câștiga controlul Spartei.

## Războiul
Profitând de sentimentul anti-roman, în special în cadrul Ligii Etoliene, Antiohie trece Helespontul în fruntea unei armate pentru a elibera Grecia. Macedonia, temându-se de o altă înfrângere, și Liga Aheeană, care nu dorea o hegemonie etoliană, refuză a sprijini Imperiul Seleucid. Romanii răspund în forță atacului seleucid prin victoria în bătălia de la Termopile.

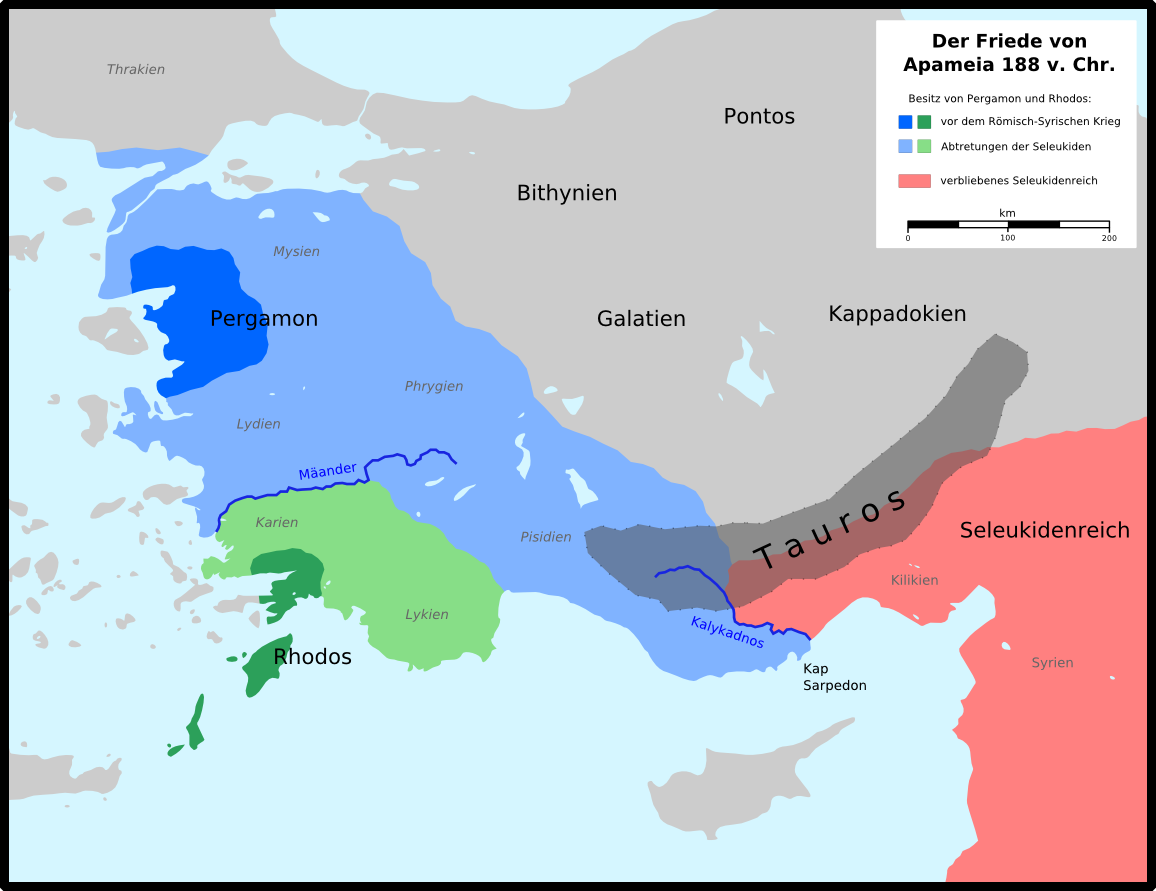
Asia Mică după tratatul de la Apamea

Această înfrângere zdrobitoare l-a obligat pe Antiohie să se retragă din Grecia. Romanii sub comanda lui Scipio Asiaticus l-au urmarit peste Marea Egee. Flota romano-rodoziană a învins flota seleucidă comandată de Hannibal în bătălia de la Eurymedon și în bătălia de la Myonessus. După câteva lupte în Asia Mică, seleucizii au luptat împotriva armatelor Romei și Pergamului la Magnesia. Oastea romană-pergameză a câștigat bătălia, și Antioh a fost forțat să se retragă.

## Tratatul de la Apamea
Războiul a fost dezastruos pentru seleucizi, întunecându-i toate realizările lui Antiohie cel Mare (asigurarea vasalității Parției și regatului Greco-Bactrian; recucerirea Siriei-Coele și a unor teritorii indiene). Printre termenii tratatului de la Apamea, Antioh a trebuit să plătească 15.000 de talanți de argint, ca o indemnizație de război, și a fost forțat să renunțe la teritoriul său de la vest de Munții Taurus. Rodosul a câștigat controlul asupra Cariei și Liciei, în timp ce Pergamul a câștigat Licia de nord și celelate teritorii seleucide din Asia Mică.